# 天鵝騎士 (馬)
天鵝騎士，是日本純種競賽馬匹。生涯活躍於一哩至中距離賽事，曾於2003年勝出讀賣盃及中山紀念，於2005年及2007年分別再一次勝出上述賽事。

## 出賽前
1999年6月8日出生於北海道千歲市社台牧場，成長途中於一口馬主俱樂部Shadai Race Horse Co. Ltd.進行馬主募集。
其後交由美浦訓練中心練馬師伊藤正德訓練。

## 競賽生涯

### 2歲
2001年10月14日出戰東京競馬場2歲新馬戰，雖然於直路奮力衝出，然而未能追上前方賽駒下以第二完賽。
2星期後再度出戰2歲新馬戰，比賽初段搶先領放下一直帶領馬群進入直路後，隨後繼續保持於前方的優勢，最終拉開後方6馬位取得首勝。
其後挑戰三級賽東京體育盃兩歲錦標，再度採用領放戰術下於直路逐步力弱，最終失速之下以第十三大敗。

### 3歲
2002年於首戰3歲500萬獎金以下條件戰中取得勝利後出戰春季錦標，比賽初段繼續選擇領放，但最終未能保持於前方的勢頭以第六落敗。
完成春季錦標後，其未能於皋月賞的抽選中取得參戰資格，因而出戰若草錦標並順利取勝。
贏得以上賽事後，陣營原定安排其出戰東京優駿（日本打吡），然而於抽選途中再度被排除於名單之外，因而轉戰公開賽駒草錦標。比賽開始後，其保持於第五的位置穩步推進，通過彎道後逐步加速，於最後直路更進入全速狀態，最終成功取得勝利。
6月其以3歲馬的身份挑戰寶塚紀念，繼續以迅速的姿態搶佔位置下展開領放，並於前1000米做出穩定的步速。進入直路後，其於內欄位置嘗試加速保持優勢，但最終被烈焰快駒及鶴丸小子超越取得第三的戰績。
進入秋季後，雖然其於神戶新聞盃及菊花賞分別於以第十四及第十六大敗，但於隨後的兩場公開賽首都錦標及十二月錦標均以優秀的表現達成連勝。

### 4歲
2003年首戰選擇為東京新聞盃，比賽初段於外檔位置逐步進佔內欄位置，通過第一彎道時取得領先並一直帶頭。進入直路後，其仍然守住內欄位置展開推進，但被外檔衝刺Bold Brian於最後關頭超越，最終以頸位差距不敵對手取得第二。
其後出戰中山紀念，比賽途中以迅速的節奏搶佔位置，逐步推進之下再度以領放的姿態帶領馬群前進。進入直路後，其仍然可以於前方保持穩定的走勢及逐步加速，成功彈離常勝客之下以1 3/4馬位取得首個分級賽冠軍。
4月19日繼續於一哩戰線的征程，以讀賣盃作為目標。比賽開始後，其並未選擇領放，而是跟隨前方的常勝客保持於第二的位置，於最後彎道逐步壓迫對手並開始發力。進入直路後，其迅速展開衝刺輕鬆超越對手取代領先其領先的地位，後續繼續保持之下亦能阻止Kiss Me Tender的追擊取得分級賽連勝。
6月以大熱門身份出戰一級賽安田紀念，比賽初段保持於第二的有遮擋位置，通過最後彎道時候稍微抽出望空。進入直路後，其再度以優秀的反應展開衝前，但未能壓制對手下被愛麗數碼及大賞識超越，最終以第三完賽。
夏季時和同主馬千里通一同前往法國遠征，雖然於首戰傑克莫華大賽以第十大敗，但調整過後出戰隆尚磨坊大賽發揮優秀的表現，最終僅敗於內州旋風取得亞軍。
回國稍為休養後以秋季天皇賞為目標，然而於比賽初段隨即和Go Steady爭搶位置，於前半段兩馬帶出對於領放馬而言為自殺式步速的前1000米56.9秒時間，最終在直路大幅失速沉底以第十三大敗。
12月14日再度遠征，出戰香港的香港一哩錦標，同時陣營對於騎師後藤浩輝於秋季天皇賞的表現不滿而安排戴崇謀策騎。比賽開始後，其繼續以前置的姿態展開賽事，並於直路維持穩定的表現，最終僅被幸運馬主及祝福壓制下以第三完賽。

### 5歲
進入2004年，其於年初繼續以中山紀念及讀賣盃的路線展開征途，但未能和上年一樣順利壓制對手，分別以第三及第二完賽。
6月再度以大熱門身份出戰安田紀念，但於前半段採取先行戰術下在直路逐步力弱，被對手超越下僅跑獲第五。
其後增程挑戰寶塚紀念，但於直路大幅失速下更以第十落敗。
稍為休養後出戰札幌紀念，雖然狀態有所好轉但仍然未能取勝獲得第三，秋季首戰每日王冠亦敗於後上的同主馬千里通取得第二。
熱身完成後繼續挑戰一級賽，但於秋季天皇賞未能壓制對手下跑獲第五，轉戰泥地以日本盃泥地大賽為目標更以第十三大敗。

### 6歲
2005年首戰仍然為泥地賽事平安錦標，但再度未能展現泥地適性下以第十四大敗。
4月重返草地戰線出戰讀賣盃，出閘後以輕鬆的節奏保持於領放馬Mighty Speed後方，通過最後彎道時待對手失速下迅速搶佔領先位置。進入直路後，其繼續於內欄位置堅守自身的優勢，最終成功擊退來襲的Precise Machine，取得睽違2年的勝利。
但其後未能保持表現，出戰三場賽事均以兩位數的名次完賽。

### 7歲
2006年繼續挑戰各大分級賽，雖然本年度表現較為飄拂，但仍然有不少不俗的戰績，例如曾於每日王冠的豪華陣容中取得季軍，亦於關屋紀念及京成盃秋季讓賽中克服漏閘的劣勢跑獲一席第四。

### 8歲
2007年2月以中山紀念作為首戰，本次比賽順利出閘下重拾領放戰術，於前1000米跑出對於其而言較為舒服的59.5秒步速。進入直路後，其仍然保持衝勢於前方位置，後續成功逐步帶出拋離對手，最終亦以1 1/4馬位的優勢戰勝氣墊快駒取得第四個分級賽冠軍。
其後繼續活躍於分級賽戰勝中，但繼續維持優秀的表現，所有賽事均未能跑入頭五之中。
11月18日於一哩冠軍賽中因失速以大差取得包尾第十八後，陣營明白其經已無法在於賽場表現，因而安排其退役，並於11月21日取消日本中央競馬會的賽駒註冊。

### 詳細賽績
| 日期       | 舉辦國家/地區 | 馬場   | 距離   | 級別 | 賽事名稱           | 負重 | 騎師     | 馬號 | 出馬 | 名次 | 時間   | 頭馬（二馬）        |
| ---------- | ------------- | ------ | ------ | ---- | ------------------ | ---- | -------- | ---- | ---- | ---- | ------ | ------------------- |
| 14/10/2001 | 日本          | 東京   | 草1800 |      | 2歲新馬            | 53   | 福永祐一 | 5    | 10   | 2    | 1.50.4 | Cosmo Patrick       |
| 28/10/2001 | 日本          | 東京   | 草2000 |      | 2歲新馬            | 53   | 武豐     | 7    | 9    | 1    | 2.02.6 | （Maltese World）   |
| 17/11/2001 | 日本          | 東京   | 草1800 | GIII | 東京體育盃兩歲錦標 | 55   | 武豊     | 17   | 18   | 13   | 1.49.5 | 大賞識              |
| 17/2/2002  | 日本          | 東京   | 泥1600 |      | 3歲500萬獎金以下   | 55   | 武豊     | 11   | 16   | 1    | 1.38.3 | （Boarding Pass）   |
| 17/3/2002  | 日本          | 中山   | 草1800 | GII  | 春季錦標           | 56   | 横山典弘 | 9    | 16   | 6    | 1.47.6 | 谷野美酒            |
| 23/4/2002  | 日本          | 阪神   | 草2200 | OP   | 若草錦標           | 55   | 横山典弘 | 9    | 12   | 1    | 2.13.2 | （Meiner Ambre）    |
| 26/5/2002  | 日本          | 東京   | 草2000 | OP   | 駒草賞             | 56   | 横山典弘 | 3    | 12   | 1    | 2.00.3 | （Tokai Arrow）     |
| 23/6/2002  | 日本          | 阪神   | 草2200 | GI   | 寶塚紀念           | 53   | 横山典弘 | 1    | 12   | 3    | 2.13.1 | 烈焰快駒            |
| 22/9/2002  | 日本          | 阪神   | 草2000 | GII  | 神戶新聞盃         | 56   | 武幸四郎 | 16   | 16   | 14   | 2.01.4 | 吉兆                |
| 20/10/2002 | 日本          | 京都   | 草3000 | GI   | 菊花賞             | 57   | 岡部幸雄 | 12   | 18   | 16   | 3.13.8 | 菱鑽奇寶            |
| 24/11/2002 | 日本          | 中山   | 草1600 | OP   | 首都錦標           | 55   | 岡部幸雄 | 6    | 13   | 1    | 1.33.5 | （Sardonyx）        |
| 14/12/2002 | 日本          | 中山   | 草1800 | OP   | 十二月錦標         | 56   | 岡部幸雄 | 3    | 10   | 1    | 1.46.8 | （Pregio）          |
| 2/2/2003   | 日本          | 中山   | 草1600 | GIII | 東京新聞盃         | 57   | 後藤浩輝 | 9    | 14   | 2    | 1.32.3 | Bold Brian          |
| 2/3/2003   | 日本          | 中山   | 草1800 | GII  | 中山紀念           | 57   | 後藤浩輝 | 2    | 12   | 1    | 1.47.6 | （各有千秋）        |
| 19/4/2003  | 日本          | 阪神   | 草1600 | GII  | 讀賣盃             | 58   | 後藤浩輝 | 8    | 13   | 1    | 1:31.9 | （Kiss Me Tender）  |
| 8/6/2003   | 日本          | 東京   | 草1600 | GI   | 安田紀念           | 58   | 後藤浩輝 | 8    | 18   | 3    | 1.32.2 | 愛麗數碼            |
| 17/8/2003  | 法國          | 多維爾 | 草1600 | GI   | 傑克莫華大賽       | 59   | 後藤浩輝 | 7    | 12   | 10   | 1.41.0 | 六星完美            |
| 7/9/2003   | 法國          | 隆尚   | 草1600 | GI   | 隆尚磨坊大賽       | 58   | 後藤浩輝 | 5    | 14   | 2    | 1.38.8 | 內州旋風            |
| 2/11/2003  | 日本          | 東京   | 草2000 | GI   | 秋季天皇賞         | 58   | 後藤浩輝 | 5    | 18   | 13   | 1.59.7 | 吉兆                |
| 14/12/2003 | 香港          | 沙田   | 草1600 | GI   | 香港一哩錦標       | 57.2 | 戴崇謀   | 1    | 14   | 3    | 1.34.5 | 幸運馬主            |
| 29/2/2004  | 日本          | 中山   | 草1800 | GII  | 中山紀念           | 58   | 岡部幸雄 | 15   | 14   | 3    | 1.45.3 | 櫻花會長            |
| 17/4/2004  | 日本          | 阪神   | 草1600 | GII  | 讀賣盃             | 58   | 岡部幸雄 | 6    | 9    | 2    | 1.33.0 | 我心聲              |
| 6/6/2004   | 日本          | 東京   | 草1600 | GI   | 安田紀念           | 58   | 横山典弘 | 7    | 18   | 5    | 1.33.0 | 鶴丸小子            |
| 27/6/2004  | 日本          | 阪神   | 草2200 | GI   | 寶塚紀念           | 58   | 横山典弘 | 4    | 15   | 10   | 2.12.7 | 跳舞城              |
| 22/8/2004  | 日本          | 札幌   | 草2000 | GII  | 札幌紀念           | 57   | 横山典弘 | 11   | 11   | 3    | 2.00.8 | 美妙姿勢            |
| 10/10/2004 | 日本          | 東京   | 草1800 | GII  | 每日王冠           | 57   | 横山典弘 | 10   | 11   | 2    | 1.46.1 | 千里通              |
| 31/10/2004 | 日本          | 東京   | 草2000 | GI   | 秋季天皇賞         | 58   | 横山典弘 | 10   | 18   | 5    | 1.59.5 | 荒漠英雄            |
| 28/11/2004 | 日本          | 東京   | 泥2100 | GI   | 日本盃泥地大賽     | 57   | 横山典弘 | 16   | 16   | 13   | 2.15.4 | 時間悖論            |
| 23/1/2005  | 日本          | 京都   | 泥1800 | GIII | 平安錦標           | 58   | 安藤勝己 | 2    | 16   | 14   | 1.52.1 | Hishi Atlas         |
| 16/4/2005  | 日本          | 阪神   | 草1600 | GII  | 讀賣盃             | 57   | 横山典弘 | 9    | 16   | 1    | 1.33.5 | （Precise Machine） |
| 5/6/2005   | 日本          | 東京   | 草1600 | GI   | 安田紀念           | 58   | 後藤浩輝 | 6    | 18   | 17   | 1.34.1 | 淺草田園            |
| 20/11/2005 | 日本          | 京都   | 草1600 | GI   | 一哩冠軍賽         | 57   | 横山典弘 | 4    | 17   | 17   | 1.34.3 | 三連冠              |
| 24/12/2005 | 日本          | 中京   | 草1200 | GII  | CBC賞              | 58   | 武幸四郎 | 16   | 14   | 14   | 1.09.8 | 大徵兆              |
| 26/2/2006  | 日本          | 阪神   | 草1400 | GIII | 阪急盃             | 58   | 四位洋文 | 1    | 15   | 5    | 1.23.2 | 藍槍                |
| 15/4/2006  | 日本          | 阪神   | 草1600 | GII  | 讀賣盃             | 58   | 四位洋文 | 10   | 11   | 8    | 1.37.2 | 大和主將            |
| 13/5/2006  | 日本          | 東京   | 草1400 | GII  | 京王盃春季盃       | 57   | 四位洋文 | 5    | 14   | 7    | 1.22.6 | 我情可待            |
| 4/6/2006   | 日本          | 東京   | 草1600 | GI   | 安田紀念           | 58   | 四位洋文 | 9    | 18   | 18   | 1.35.5 | 牛精福星            |
| 6/8/2006   | 日本          | 新潟   | 草1600 | GIII | 關屋紀念           | 59   | 田中勝春 | 8    | 18   | 4    | 1.32.9 | Camphor Best        |
| 10/9/2006  | 日本          | 中山   | 草1600 | GIII | 京成盃秋季讓賽     | 58   | 田中勝春 | 1    | 15   | 4    | 1.32.3 | 俊小子              |
| 8/10/2006  | 日本          | 東京   | 草1800 | GII  | 每日王冠           | 57   | 田中勝春 | 13   | 16   | 3    | 1.45.7 | 大和主將            |
| 29/10/2006 | 日本          | 東京   | 草2000 | GI   | 秋季天皇賞         | 58   | 柴田善臣 | 5    | 16   | 10   | 2.00.0 | 大和主將            |
| 9/12/2006  | 日本          | 阪神   | 草1800 | GIII | 鳴尾紀念           | 59   | 田中勝春 | 12   | 17   | 4    | 1.47.6 | 櫻花奇景            |
| 25/2/2007  | 日本          | 中山   | 草1800 | GII  | 中山紀念           | 58   | 後藤浩輝 | 2    | 16   | 1    | 1.47.2 | （氣墊快駒）        |
| 14/4/2007  | 日本          | 阪神   | 草1600 | GII  | 讀賣盃             | 58   | 後藤浩輝 | 5    | 15   | 12   | 1.33.8 | 金剛力王            |
| 24/6/2007  | 日本          | 阪神   | 草2200 | GI   | 寶塚紀念           | 58   | 後藤浩輝 | 18   | 18   | 18   | 2.20.6 | 賞月                |
| 30/9/2007  | 日本          | 中山   | 草1200 | GI   | 短途馬錦標         | 57   | 四位洋文 | 12   | 16   | 6    | 1.09.8 | 真弓快車            |
| 27/10/2007 | 日本          | 京都   | 草1400 | GII  | 天鵝錦標           | 58   | 武幸四郎 | 18   | 18   | 13   | 1.22.1 | 超級黃蜂            |
| 18/11/2007 | 日本          | 京都   | 草1600 | GI   | 一哩冠軍賽         | 57   | 武幸四郎 | 5    | 18   | 18   | 1.38.0 | 大和主將            |

## 退役後
退役後，天鵝騎士成為了配種馬，於北海道安平町社台Stallion Station休養，在2008年進行配種。首批子嗣於2009年出生。首批子嗣可於2011年出賽。2012年12月16日，標誌名駒於朝日盃未來錦標取勝，成為首匹勝出分級賽及一級賽的天鵝騎士子嗣。
2010年其被轉移至新日高町Rex Stud休養，繼續於此地進行配種工作。
2018年9月再度被轉移至北海道日高町社台藍草牧場，但於2019年後並未繼續進行配種工作，因而事實上其為以功勞馬身份進行養老生活。
2023年12月20日正式由配種馬退役。

### 主要子嗣

#### 一級賽優勝子嗣
粗體字為一級賽
2010年生
- 標誌名駒（朝日盃未來錦標、春季錦標、皋月賞、安田紀念）

#### 分級賽優勝子嗣
2014年生
- Vous Etes Jolie（新潟兩歲錦標）
- Karakurenai（雌馬賽）

2015年生
- 東瀛天照（新潟大賞典、函館紀念）

## 血統簡介
父系談唱劇爲愛爾蘭生產的英國賽駒，生涯戰績優秀，曾勝出日本盃、英國國國際錦標、加拿大國際錦標及加冕盃四項一級賽。祖父如虎添翼爲英國生產的法國賽駒，生涯戰績優秀，曾勝出加冕盃、聖格盧大賽及育馬者盃草地大賽三項一級賽。
母系佳年為法國賽駒，生涯戰績優秀，曾勝出法國橡樹大賽及紅寶錦標。外祖父Garde Royale為愛爾蘭生產法國賽駒，生涯戰績不俗，曾勝出二級賽紹德奈錦標及三級賽盃賽。

### 血統表
| 父線：鞍匠井系（北地舞人系）   |                              |              |                 |
| 種馬 談唱劇 1992年（棗色）     | 如虎添翼 1986年（棗色）      | 鞍匠井       | 北地舞人        |
| 種馬 談唱劇 1992年（棗色）     | 如虎添翼 1986年（棗色）      | 鞍匠井       | Fairy Bridge    |
| 種馬 談唱劇 1992年（棗色）     | 如虎添翼 1986年（棗色）      | High Hawk    | Shirley Heights |
| 種馬 談唱劇 1992年（棗色）     | 如虎添翼 1986年（棗色）      | High Hawk    | Sunbittern      |
| 種馬 談唱劇 1992年（棗色）     | Glorious Song 1976年（棗色） | Halo         | Hail to Reason  |
| 種馬 談唱劇 1992年（棗色）     | Glorious Song 1976年（棗色） | Halo         | Cosmah          |
| 種馬 談唱劇 1992年（棗色）     | Glorious Song 1976年（棗色） | Ballade      | Herbager        |
| 種馬 談唱劇 1992年（棗色）     | Glorious Song 1976年（棗色） | Ballade      | Miss Swapsco    |
| 繁殖雌馬 佳年 1992年（深棗色） | Grade Royale 1980年（棕色）  | 水車礁石     | Never Bend      |
| 繁殖雌馬 佳年 1992年（深棗色） | Grade Royale 1980年（棕色）  | 水車礁石     | Milan Mill      |
| 繁殖雌馬 佳年 1992年（深棗色） | Grade Royale 1980年（棕色）  | Royal Way    | Sicambre        |
| 繁殖雌馬 佳年 1992年（深棗色） | Grade Royale 1980年（棕色）  | Royal Way    | Right Away      |
| 繁殖雌馬 佳年 1992年（深棗色） | Corraleja 1982年（棗色）     | Carvin       | Marino          |
| 繁殖雌馬 佳年 1992年（深棗色） | Corraleja 1982年（棗色）     | Carvin       | Coraline        |
| 繁殖雌馬 佳年 1992年（深棗色） | Corraleja 1982年（棗色）     | Darling Dale | Tyrant          |
| 繁殖雌馬 佳年 1992年（深棗色） | Corraleja 1982年（棗色）     | Darling Dale | Treat           |
| 雌系：號族：4-p                |                              |              |                 |
| 五代內近親交配：水車礁石 5×3   |                              |              |                 |

## 命名由來
名字Lohengrin（ローエングリン）出自德國劇作家理查·華格納所作之歌劇《羅恩格林》，聯想至父系談唱劇的名字，香港則採用故事中其中一個角色「天鵝騎士」作為翻譯。

## 外部連結
- 天鵝騎士 netkeiba.com （页面存档备份，存于）
- 血統表 （页面存档备份，存于）